# Kastanjetrast
Kastanjetrast (Turdus rubrocanus) är en asiatisk fågel i familjen trastar inom ordningen tättingar. Den häckar i bergstrakter i Himalaya. IUCN kategoriserar den som livskraftig.

## Utseende och läte
Hane kastanjetrast har grått huvud samt kastanjefärgad ovan- och undersida, med mörkare stjärt och vingar. Västliga fåglar (nominatformen) har ett blekare grått halsband, medan de östligare (gouldii) saknar detta och har mörkare grått huvud. Honan är mer enfärgat brungrå på huvud och hals. Kroppslängden är 27 centimeter.

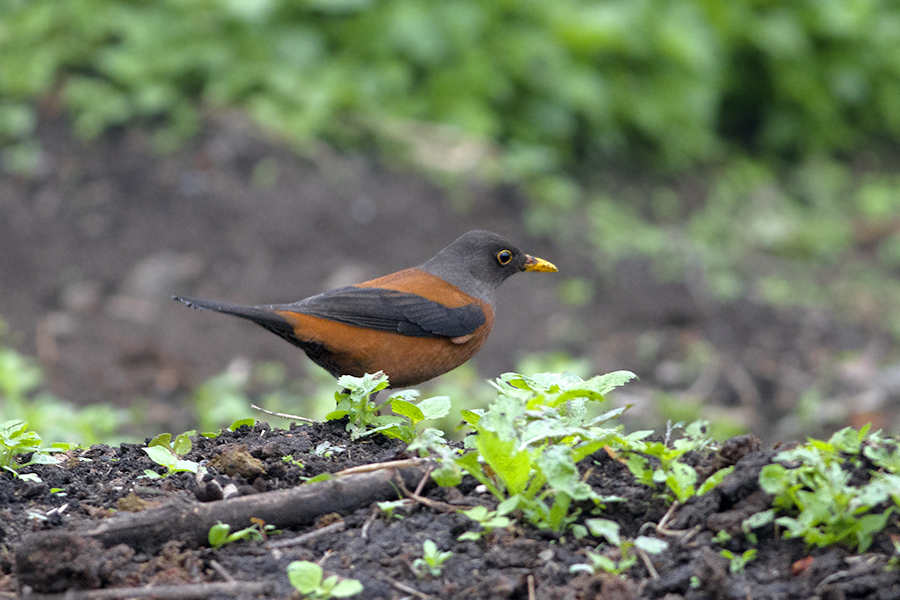

Sången varierar individuellt, men består vanligen av korta ofta visslade fraser. Bland lätena hörs varnande "tsk, tsk" och hårda skallrande ljud.

## Utbredning och systematik
Kastanjetrast förekommer i Himalaya och delas in i två underarter med följande utbredning:
- Turdus rubrocanus rubrocanus – förekommer i Afghanistan, Nepal, Sikkim och Bhutan
- Turdus rubrocanus gouldii – förekommer i sydöstra Tibet, sydvästra Kina och norra Myanmar

Tillfälligt har den påträffats i Laos och Vietnam.
Kastanjetrasten är närmast släkt med vithalsad trast (Turdus albocinctus).

## Levnadssätt
Kastanjetrasten häckar mellan maj och augusti i barr- och blandskogar i bergstrakter mellan 1500 och 3300 meters höjd. Vintertid hittas den i öppna skogsområden på lägre nivåer. Fågeln lever av insekter och deras larver, maskar, tusenfotingar, sniglar och bär.

## Status och hot
Arten har ett stort utbredningsområde, men tros minska i antal, dock inte tillräckligt kraftigt för att den ska betraktas som hotad. Internationella naturvårdsunionen IUCN listar arten som livskraftig (LC). Världspopulationen har inte uppskattats men den beskrivs som lokalt vanlig i Pakistan, vanlig i Kina och vanlig till fåtalig i Myanmar och norra Thailand.